# Rimantas Stankjavičjus
Rimantas Antanas Stankjavičjus (26. července 1944 – 9. září 1990) byl sovětský kosmonaut litevské národnosti, který byl určen jako jeden z testovacích pilotů raketoplánu Buran. Zahynul při havárii letounu Suchoj Su-27 v Itálii během leteckého dne.
Vzdělání získal na leteckém institutu v Černigově. Poté sloužil jako vojenský stíhací pilot v Egyptě, Německu a Turkmenistánu. V roce 1975 se stal zkušebním pilotem. Létal na stíhacích letounech MiG-29, kromě toho pilotoval i 57 dalších typů letadel a měl nalétáno přes 4000 hodin. V roce 1982 se stal testovacím pilotem první třídy.
V roce 1979 byl vybrán do přípravy ke kosmickému letu jako pilot raketoplánu Buran. Zkoušky složil v roce 1982 a jako první sovětský občan litevské národnosti byl zařazen do přípravy ke kosmickému letu. Od září 1984 pilotoval i samotný raketoplán Buran s nímž provedl 6 testovacích letů. Dalších 14 na testovacím stroji OK-GLI.
Stankjavičjus se svými kolegy Igorem Volkem a Sergejem Tresvjatským se snažili zlepšit vztahy s kolegy astronauty a piloty z USA. V červenci 1990 provedli tandemový let stíhacích letounů Su-27 a F-16 na slavnostním zahájení Her dobré vůle v Seattlu.
V září 1990 se Stankjavičjus účastnil Everett Air Show, po skončení této akce odletěl do Itálie na leteckou přehlídku v Salgaredě jako náhrada za jiného sovětského pilota. Během svého vystoupení ale špatně odhadl výšku a narazil do země. Při havárii kromě něj zahynul ještě jeden člověk. Stankjavičjus je pohřbený v Kaunasu v Litvě.